# Гробница Джульетты

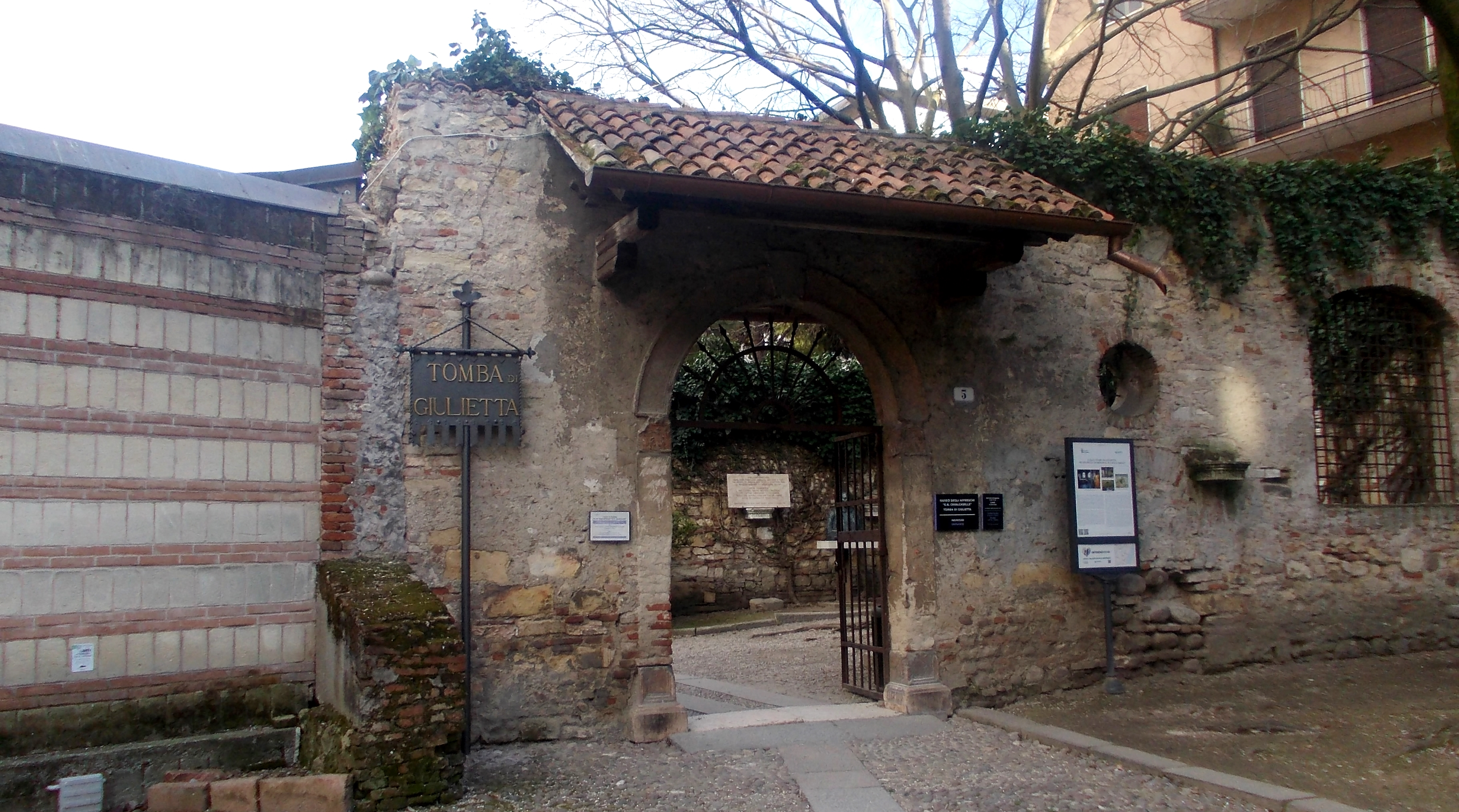
Вход в гробницу Джульетты

Гробница Джульетты (итал. Tomba di Giulietta) — саркофаг XIII—XIV веков из красного мрамора в крипте упразднённого монастыря капуцинов в Вероне. Является популярным туристическим объектом, который связывают с героями пьесы Уильяма Шекспира «Ромео и Джульетта».
Впервые гробница Джульетты в монастыре капуцинов упоминается в новелле Луиджи да Порто (1524 год):
Это был тот храм вблизи крепостных строений, где монахи тогда пребывали, но позднее, неизвестно почему, они их покинули, хотя там бывал сам святой Франческо… У стен храма с внешней стороны тогда стояли каменные склепы, как это можно часто увидеть в других местах близ церквей. Один из них был древней усыпальницей всего рода Каппеллетти, и там лежала прекрасная Джульетта.
После появления данной новеллы началось паломничество к безымянному саркофагу, и, чтобы прекратить его, духовные власти в 1548 году приспособили саркофаг под ёмкость для хранения воды. Джироламо далла Корте в 1550 году писал: «Я видел много раз эту гробницу у колодца бедных последователей Святого Франциска и говорил об этом с моим дядей, Кавалером Герардо Больдери, который привёл меня туда и показал место в стене у придела преподобных отцов — капуцинов, откуда, как ему рассказывали, много лет назад была извлечена упомянутая гробница с некими останками».
Интерес к гробнице возобновился в начале XIX века после выхода романа Жермены де Сталь «Коринна, или Италия» (1807 год) в котором она писала: «Трагедия о Ромео и Джульетте написана на итальянский сюжет; действие происходит в Вероне, где и поныне показывают гробницу двух влюблённых». Посетивший Верону Чарльз Диккенс писал:

Переход от дома Джульетты к могиле Джульетты столь же естествен для посетителя, как и для самой бедняжки Джульетты… сопровождаемый проводником, я направился к старому-престарому саду… здесь мне показали нечто вроде небольшого чана или лохани для воды, и быстроглазая женщина, вытирая о головной платок свои мокрые руки, сказала: «La tomba di Giulietta la sfortunata» (Гробница несчастной Джульетты). Готовый всей душою уверовать в это, я смог, при всём моём добром желании, поверить лишь в то, что этому верила быстроглазая женщина; итак, я оказал ей в этом кредит и сверх того расплатился с ней звонкой монетой.
— Чарльз Диккенс. «Очерки Италии» (1846 год)
От саркофага откалывали фрагменты для создания ювелирных украшений, как это было в случае с Марией-Луизой Австрийской и многих других, что заметно повредило гробницу. В 1868 году саркофаг переместили из сада к стене старой церкви и возвели над ним портик с арками. В 1898 году саркофаг окружили фрагментами античных надгробий и колонн. В 1910 году в саду рядом с портиком установили мраморный бюст Шекспира.
После выхода в 1936 году фильма Джорджа Кьюкора «Ромео и Джульетта» саркофаг переместили в крипту церкви, создав там подобие склепа Ромео и Джульетты. Появился почтовый ящик для писем Джульетте на которые отвечал инициатор переноса саркофага Этторе Солимани, смотритель комплекса монастыря Сан Франческо.
В 1970 году в монастырских зданиях был создан музей фресок, которые перенесли из различных зданий города, склеп с саркофагом стал одним из музейных объектов.